# 나이스 걸 라이크 유
《나이스 걸 라이크 유》(A Nice Girl Like You)는 미국에서 제작된 크리스 리델, 닉 리델 감독의 2020년 코미디, 멜로/로맨스 영화이다. 루시 헤일 등이 주연으로 출연하였고 니콜라스 보그너 등이 제작에 참여하였다. 2007년 Ayn Carrillo Gailey의 작품 Pornology에 기반을 둔다.
이 영화는 2020년 7월 17일 버티컬 엔터테인먼트에 의해 주문형 비디오로 개봉하였다.

## 출연

### 주연
- 루시 헤일

### 조연
- 레오니다스 걸랩티스
- 재키 크루즈
- 민디 콘
- 스테판 프레데릭
- 아디어 켈리언
- 스카이 P. 마샬
- 레아 맥켄드릭

## 기타
- 미술: 트레이시 헤이즈
- 세트: 카린 노바크
- 의상: 크리스티나 스피리다키스
- 배역: 낸시 네이어